# Калтанисета (округ)
Округ Калтанисета (итал. Provincia di Caltanissetta) је округ у оквиру покрајине Сицилија у јужном Италији. Седиште округа је истоимени град Калтанисета, док је највеће градско насеље град Ђела.
Површина округа је 2.124 км², а број становника 272.918 (2008. године).

## Природне одлике
Округ Калтанисета чини јужни део острва и историјске области Сицилија. Он се налази у југозападном делу државе, са изласком на Средоземно море на југу. Уз море се налази плодан и насељен приморски део - Ђелијска равница. Северна половина округа је планинска - планине Мусомели. Река Салзо је главна река у округу, делећи на западну и источну половину.

## Становништво
По последњим проценама из 2008. године у округу Калтанисета живи преко 270.000 становника. Густина насељености је средња до велика, око 130 ст/км². Приморски делови округа су најбоље насељени, посебно око града Ђеле. Планински део на северу је ређе насељен и слабије развијен.
Поред претежног италијанског становништва у округу живе и известан број досељеника из свих делова света.

## Општине и насеља
У округу Калтанисета ји 22 општине (итал. Comuni).
Најважније градско насеље и седиште округа је град Калтанисета (60.000 ст.) у северном делу округа. Међутим, највећи град је град Ђела (77.000 ст.) у југоисточном делу округа.